# Барзилай (больница)
Барзилай (ивр. מרכז רפואי ברזילי‎) — медицинский комплекс в Ашкелоне. Учреждение расположено в регионе, где находятся такие города, как Ашкелон, Ашдод, Сдерот, Кирьят-Гат, Кирьят-Малахи и другие, всего около 617 тыс. населения. Больница может принять до пятисот пациентов.
Создан в 1961 году в ответ на прирост населения в Южном округе Израиля в 1950-е годы. В то же время было открыто крупное медицинское учреждение Сорока в Беэр-Шеве и Министерство здравоохранения обязался открыть центр в Ашкелоне.
Комплекс был спроектирован Дэвидом Анатолем Бруцкусом. Строительство финансировалось Министерством здравоохранения при поддержке Южно-Африканской сионистской федерации, муниципалитета Ашкелона и Мифаль-ха-Паис. Открыт 20 июля 1961 года и первое время состоял из детского отделения, родильного дома и имел 15 коек для солдат. В течение пяти первых лет деятельности число коек было доведено до 150, добавлены отделения хирургии и другие. В 1966 году была открыта школа младшего медперсонала. 20 марта 1971 года комплексу присвоено имя Исраэля Барзилая.
С 2000 года, после начала интифады, учреждение известно и тем, что становится основным пунктом, куда поступают раненые, пострадавшие при террористических актах, в том числе при обстрелах кассамами Сдерота и других населенных пунктов.
В районе комплекса также существует святыня мусульман, куда приезжают паломники-шииты из Южной Азии. В 1990-е годы, после очередной волны репатриантов, правительство принимает решение о строительстве ещё одного корпуса. Новое крыло комплекса включает 4 этажа, детские палаты, отделение с. помощи. Отделение хирургии имеет 10 операционных.
В 2000-е годы строительство дополнительного корпуса вызвало протесты со стороны ультрарелигиозной общественности. В результате он был построен в 300 м от главного здания.